# Шевченківське (селище)
Шевченківське (історична назва — За́води) — селище в Україні, у Попівській сільській громаді Конотопського району Сумської області. Населення становить 652 особи. До 2020 орган місцевого самоврядування — Соснівська сільська рада. Розташовано за 20 км на південний захід від райцентру. 
Поблизу селища виявлені городища і селища часів Київської Русі, кургани і курганні могильники.

## Назва
На мапі 1941 року - Паризька Комуна (Заводи).
У 2007 році Сумська обласна рада прийняла постанову про відновлення історичної назви селища За́води, але Верховна рада не затвердила цю постанову. Проте нова (стара) назва використовується, зокрема й в офіційних документах, що призводить до великої плутанини.

## Географія
Селище Шевченківське знаходиться біля витоків річки Куколка, нижче за течією на відстані 1 км розташоване село Соснівка.
| Україна | Це незавершена стаття з географії України. Ви можете допомогти проєкту, виправивши або дописавши її. |

1. ↑  http://www.etomesto.ru/map-rkka_m-36-b/?y=51.162114&x=33.050051